# Блудново
Блудново — деревня в Никольском районе Вологодской области.
Входит в состав Пермасского сельского поселения, по административно-территориальному делению — в Пермасский сельсовет.
Расстояние по автодороге до районного центра Никольска — 19 км, до центра муниципального образования Пермаса — 9 км. Ближайшие населённые пункты — Шолково, Липово, Сторожевая.

## Население
По переписи 2002 года население — 60 человек (34 мужчины, 26 женщин). Преобладающая национальность — русские (98 %).
| 2010 |
| ---- |
| 54   |

## Известные жители
Родился и похоронен Александр Яшин (1913—1968) — советский поэт.